# Forlaget Falcon
Forlaget Falcon (opr. Falcon Bøger) er et dansk forlag, der især udgiver bøger med maritimhistorisk, musikhistorisk og kunsthistorisk indhold. Forlaget blev etableret i 1983 af historikeren Anders Monrad Møller og musik- og kunsthistorikeren Dorthe Falcon Møller.